# Jørgen Krogh (atlet)
 For alternative betydninger, se Jørgen Krogh. (Se også artikler, som begynder med Jørgen Krogh)
Jørgen Krogh (født 1967) er en tidligere dansk atlet og politimand. Han var medlem Randers Real Atletik og Sparta Atletik. Han har med 14,64 den danske politi rekord (1989) for Helsingør Politi.

## Danske mesterskaber
- Bronze 1987 Trespring 14,54

## Personlig rekord
- Trespring: 14,78 1988